# Список дипломатичних місій у Туреччині

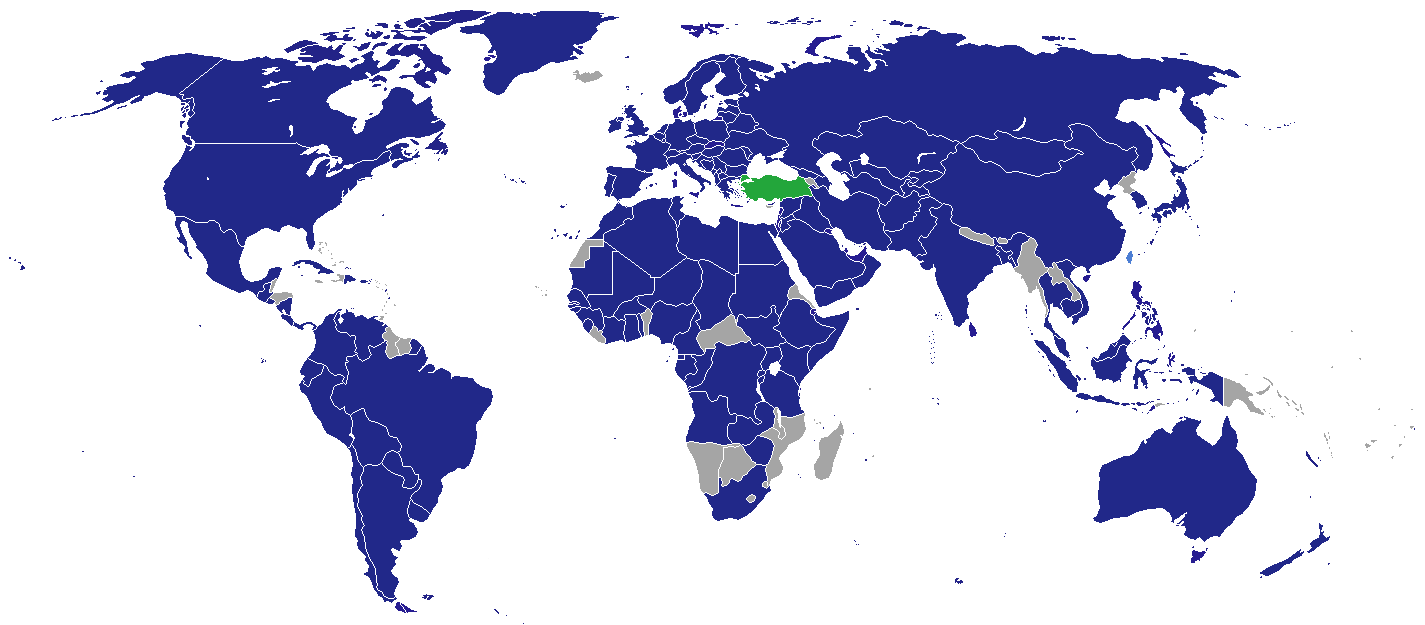
Карта країн з дипломатичною місією в Туреччині
Турецька Республіка
Країни з посольствами в Анкарі
Країни з консульствами лише в Анкарі.

Список дипломатичних місій в Туреччині. Станом на 2016 у столиці відкрито 125 посольств.

## Посольства

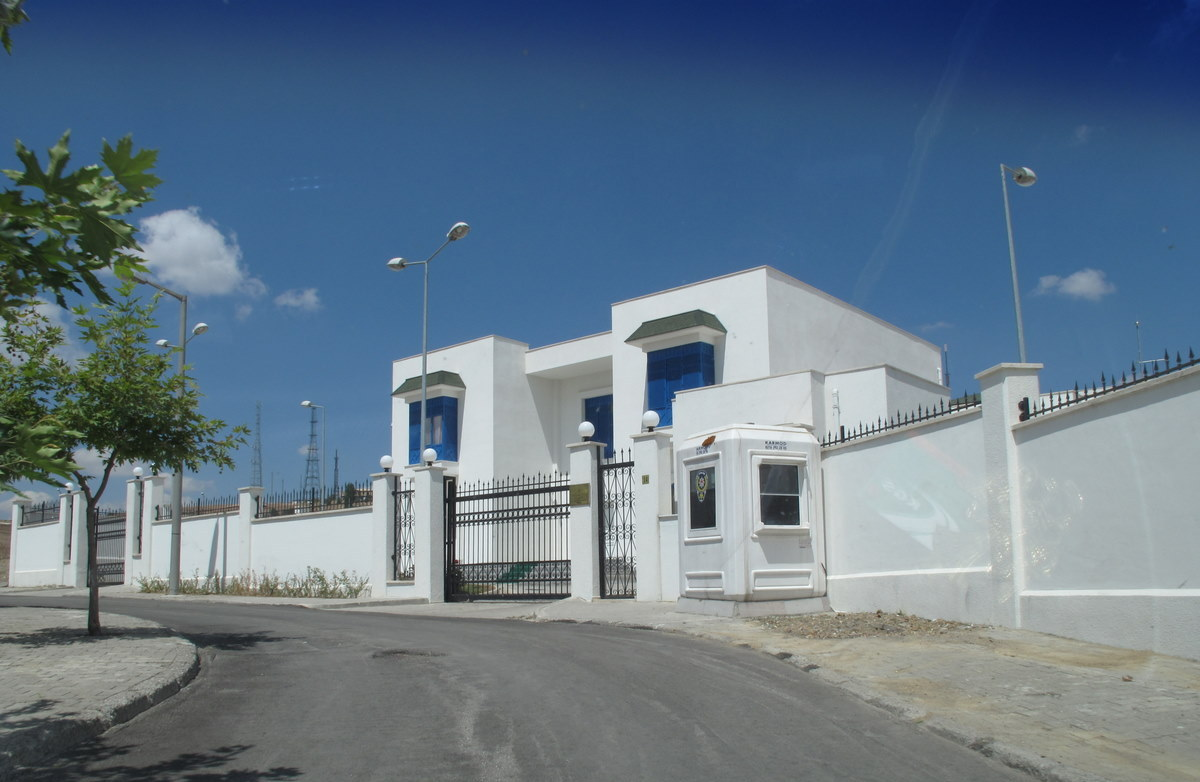
Посольство Тунісу

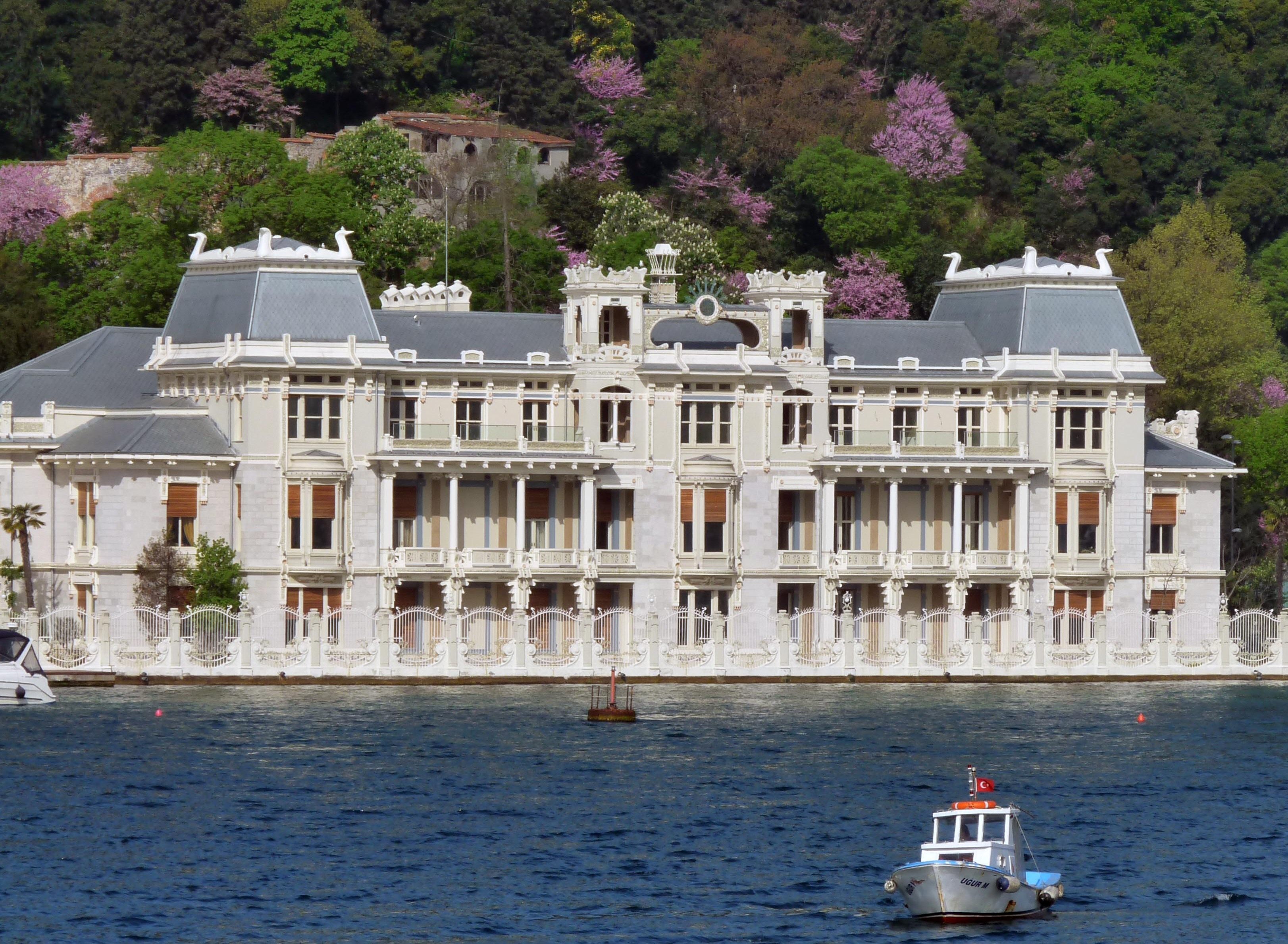
Консульство Республіки Єгипет

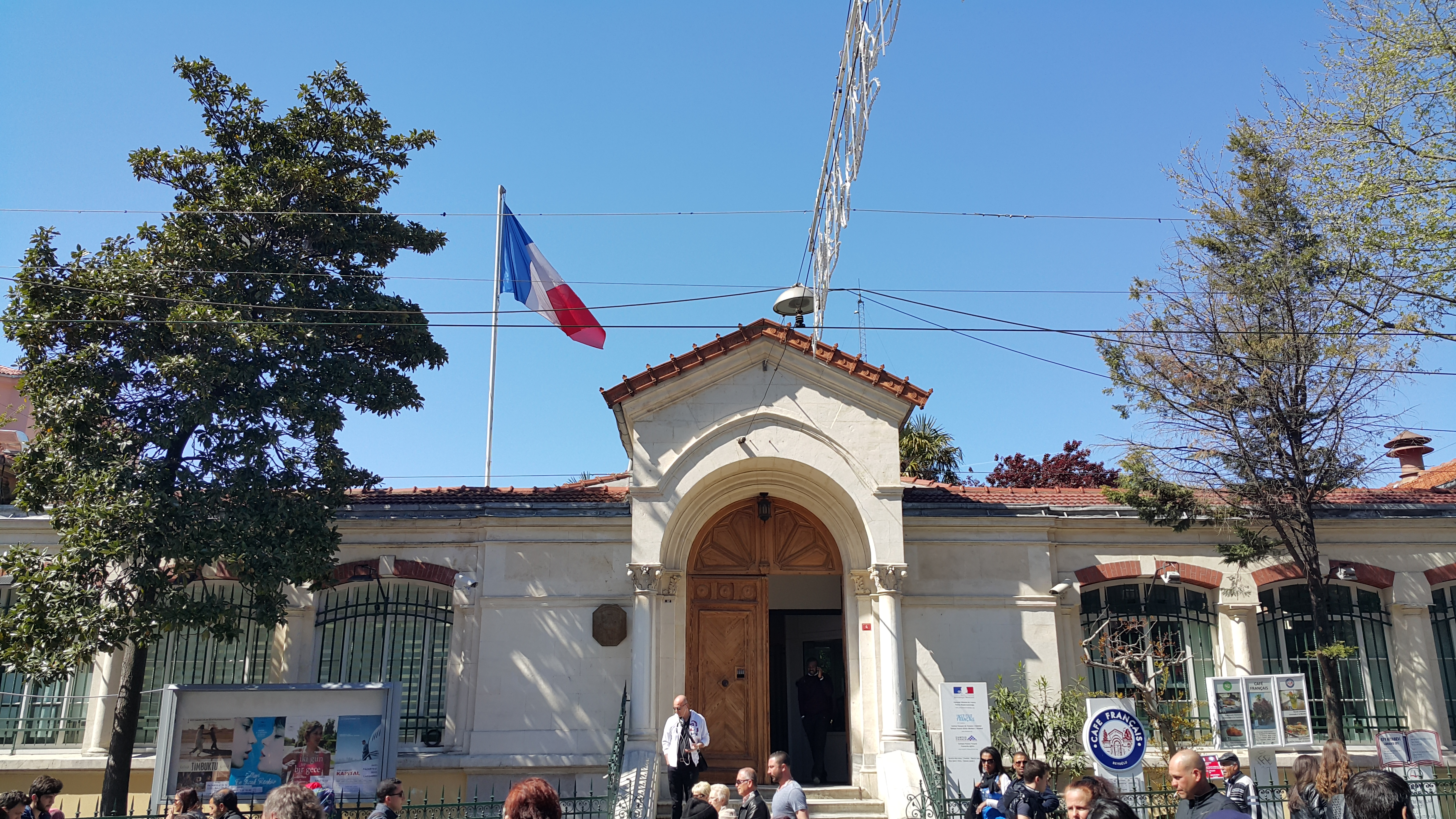
Консульство Франції

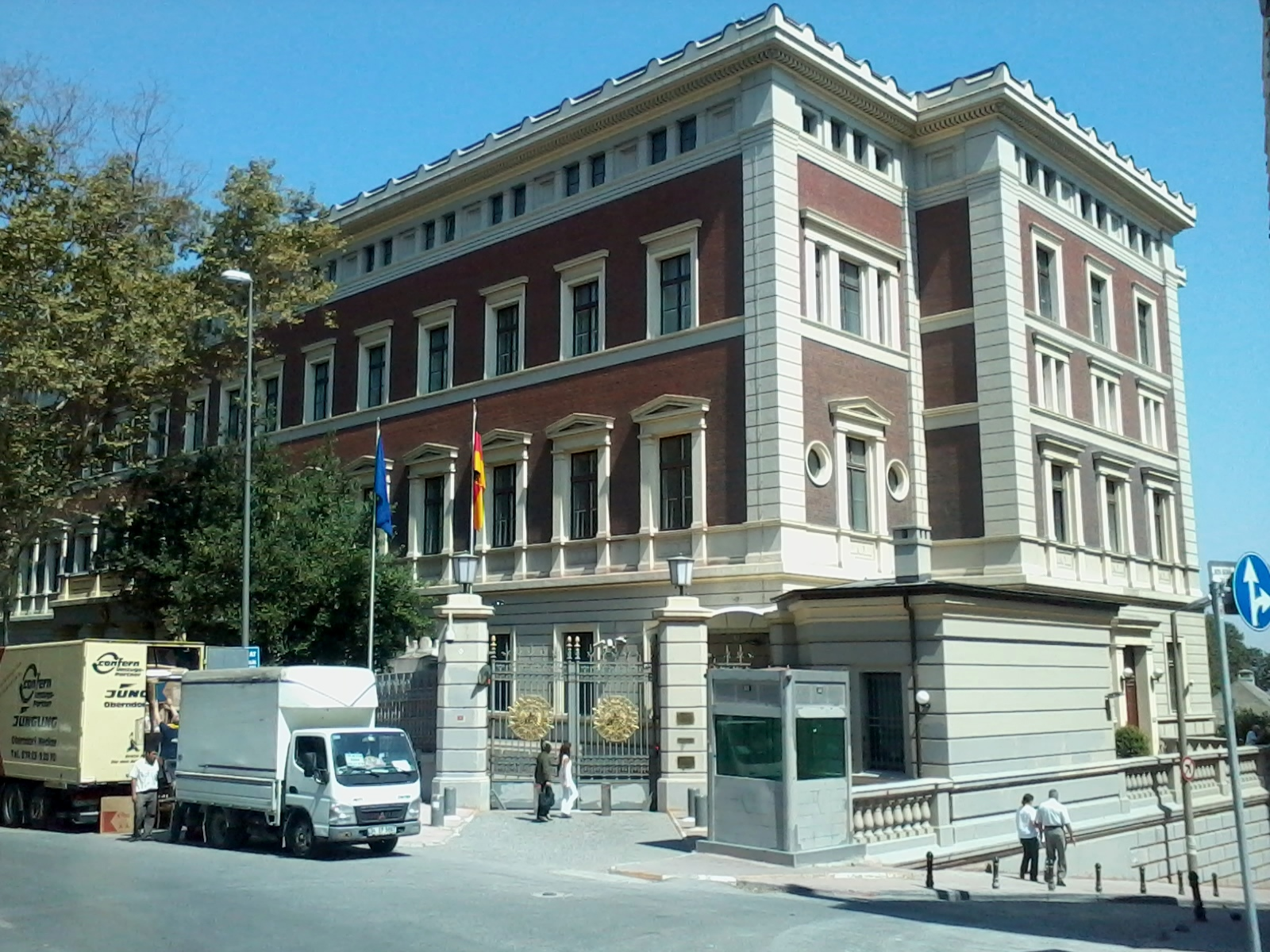
Консульство ФРН

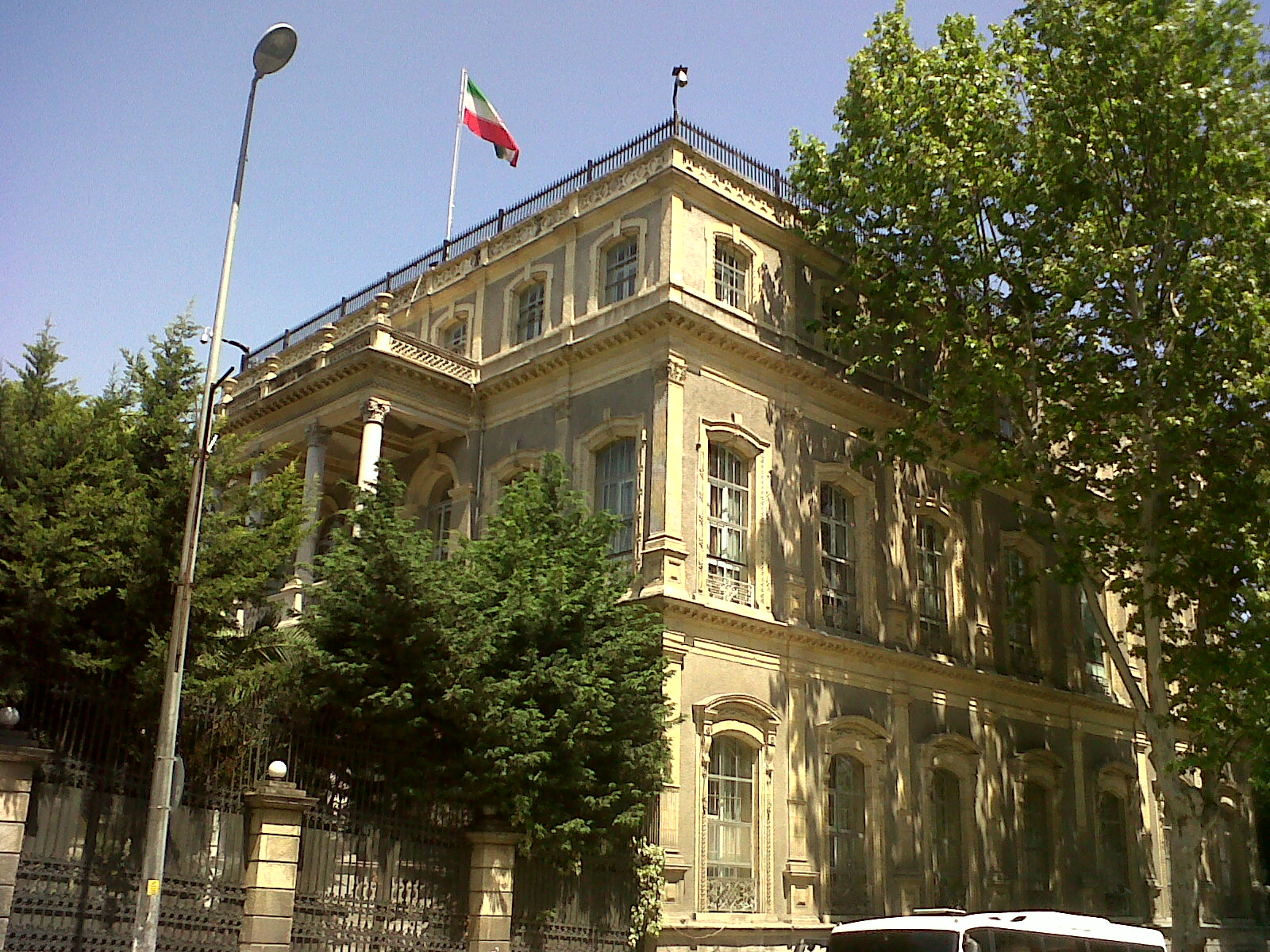
Консульство Ірану

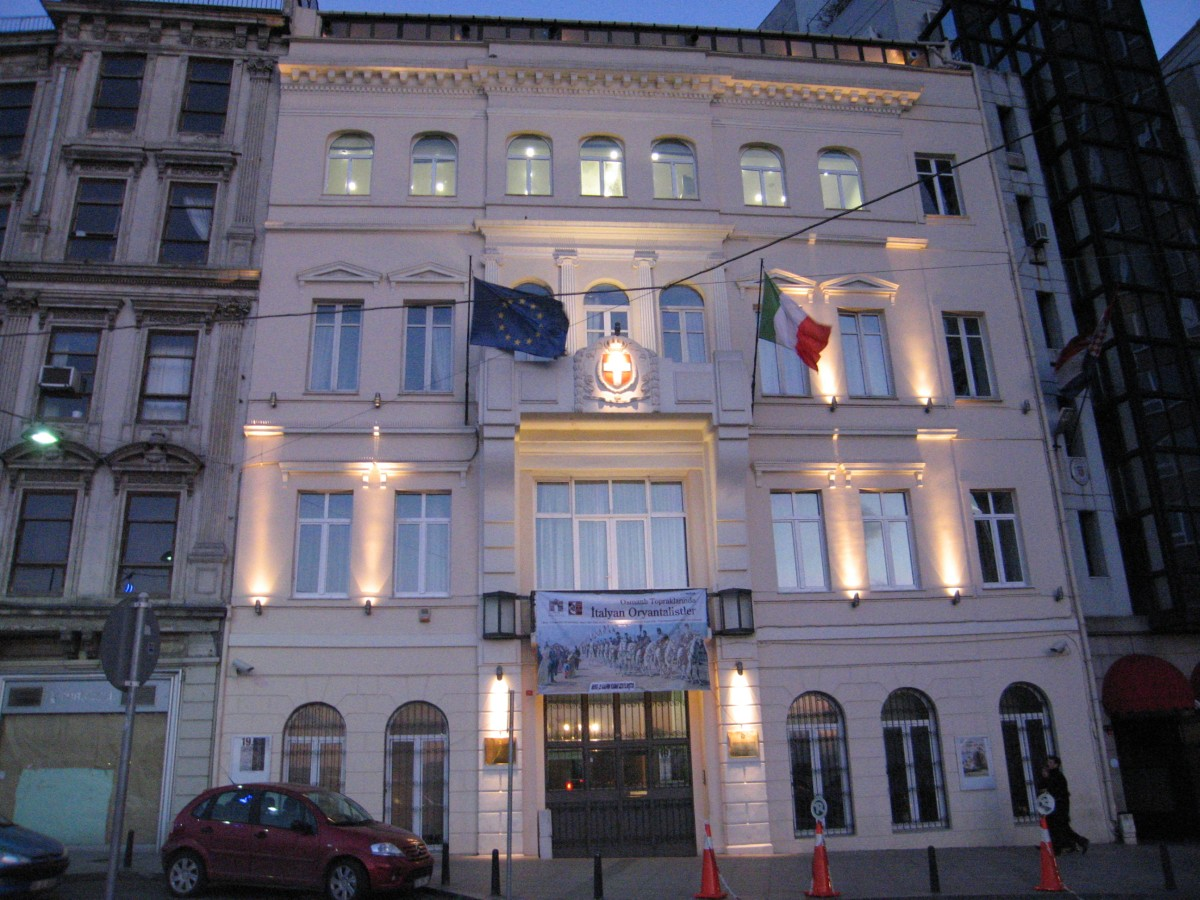
Консульство Італії

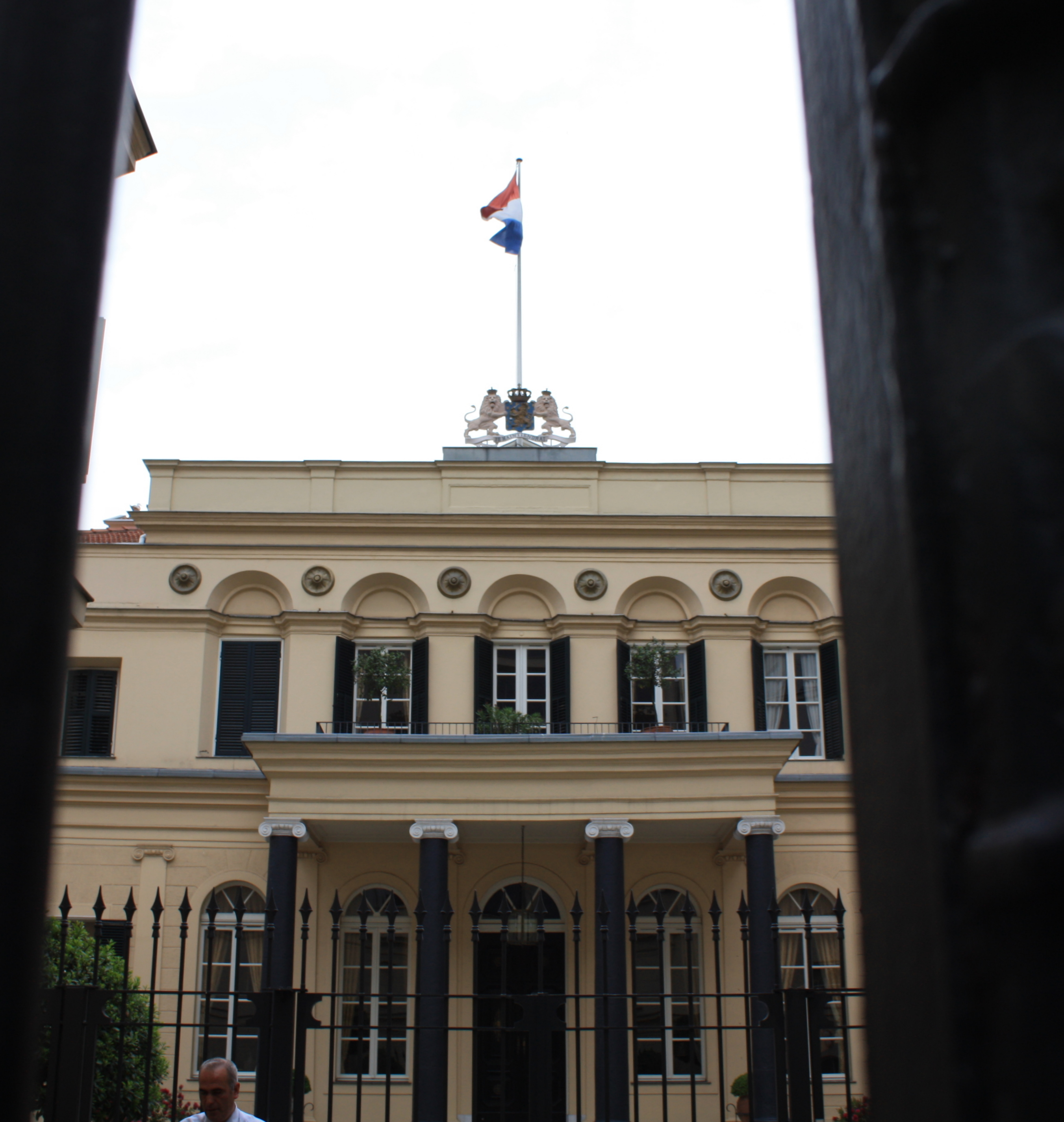
Консульство Нідерландів

### Європа
- Австрія
- Азербайджан
- Албанія
- Бельгія
- Білорусь
- Болгарія
- Боснія і Герцеговина
- Ватикан
- Велика Британія
- Греція
- Грузія
- Данія
- Естонія
- Ірландія
- Іспанія
- Італія
- Косово
- Латвія
- Литва
- Люксембург
- Молдова
- Нідерланди
- Німеччина
- Норвегія
- Польща
- Португалія
- Північна Македонія
- Росія
- Румунія
- Сербія
- Словаччина
- Словенія
- Угорщина
- Україна
- Фінляндія
- Франція
- Хорватія
- Чехія
- Чорногорія
- Швейцарія
- Швеція

### Азія
- Афганістан
- Бангладеш
- Бахрейн
- Буркіна-Фасо
- В'єтнам
- Ємен
- Ізраїль
- Індія
- Індонезія
- Ірак
- Іран
- Йорданія
- Казахстан
- Катар
- Киргизстан
- КНР
- Кувейт
- Ліван
- Малайзія
- Монголія
- ОАЕ
- Оман
- Пакистан
- Палестина
- Південна Корея
- Північний Кіпр
- Саудівська Аравія
- Сирія
- Сінгапур
- Таджикистан
- Таїланд
- Туркменістан
- Узбекистан
- Філіппіни
- Шрі-Ланка
- Японія

### Америка
- Аргентина
- Бразилія
- Венесуела
- Еквадор
- Канада
- Колумбія
- Коста-Рика
- Куба
- Мексика
- Панама
- Перу
- США
- Чилі

### Африка
- Алжир
- Ангола
- Бенін
- Бруней
- Бурунді
- Габон
- Гамбія
- Гана
- Гвінея
- ДР Конго
- Джибуті
- Ефіопія
- Єгипет
- Замбія
- Кенія
- Кот-д'Івуар
- Лівія
- Мавританія
- Малі
- Марокко
- Нігер
- Нігерія
- ПАР
- Південний Судан
- Республіка Конго
- Руанда
- Сенегал
- Сомалі
- Судан
- Танзанія
- Туніс
- Уганда
- Чад

### Австралія і Океанія
- Австралія
- Нова Зеландія

## Очікують на відкриття
- Камерун
- Гватемала

## Делегація та культурна місія
Анкара
- Європейський Союз (Делегація)
- Республіка Китай (Культурна та економічна місія)

## Генеральне консульство / Консульство
Адана
- США

Анталія
- Німеччина
- Казахстан
- Росія
- Велика Британія (віце-консульство)

 Чанаккале
- Австралія

Едірне
- Болгарія
- Греція

Ерзурум
- Іран

Ґазіантеп 
- Ірак

Стамбул
| - Афганістан - Албанія - Алжир - Аргентина - Австралія - Австрія - Азербайджан - Бангладеш - Білорусь - Бельгія - Боснія і Герцеговина - Бразилія - Болгарія - Канада - КНР - Коста-Рика - Хорватія - Чехія - Данія - Єгипет - Франція - Грузія - Німеччина - Греція - Угорщина - Індія - Індонезія - Іран - Ірак - Ізраїль - Італія - Японія - Казахстан - Косово - Кувейт | - Киргизстан - Ліван - Лівія - Північна Македонія - Мальта - Мексика - Молдова - Монголія - Марокко - Нідерланди - Північний Кіпр - Пакистан - Панама - Польща - Катар - Південна Корея - Румунія - Росія - Саудівська Аравія - Сербія - Словаччина - Іспанія - Судан - Швеція - Швейцарія - Сирія - Таджикистан - Туніс - Туркменістан - Україна - ОАЕ - Велика Британія - США - Узбекистан - Венесуела |

Ізмір
- КНР
- Німеччина
- Греція
- Італія
- Північний Кіпр
- Румунія
- Велика Британія

Карс
- Азербайджан

Мерсін
- Північний Кіпр

Трабзон
- Грузія
- Іран
- Росія

## Акредитовані Дипломатичні і консульські місії
- Домініканська Республіка (Берлін)
- Сальвадор (Берлін)
- Екваторіальна Гвінея (Брюссель)
- Еритрея (Доха)
- Габон (Рим)
- Гондурас (Берлін)
- Намібія (Берлін)
- Непал (Ісламабад)
- Нікарагуа (Тегеран)